# Nuthakki Venkateswara Rao
Nuthakki Venkateswara Rao fue un diplomático indio.
- Fue Barrister y miembro del  Gray's Inn.
- En 1943 entró al en:Indian Foreign Service.
- En 1956 fue Alto Comisionado adjunto en Lahore.
- De julio de 1965 al 3 de octubre de 1967 fue Alto Comisionado en Dar es-Salam.
- Del 3 de octubre de 1967 a 1971 fue embajador en Oslo.[1]